# ボロニェッタ
ボロニェッタ（イタリア語: Bolognetta; シチリア語: Bulugnetta）は、イタリア共和国シチリア自治州パレルモ県にある、人口約4,200人の基礎自治体（コムーネ）。

## 地理

### 位置・広がり
パレルモ県のコムーネ。県都パレルモから南南東へ19kmの距離にある。

#### 隣接コムーネ
隣接するコムーネは以下の通り。
- バウチーナ
- カステルダッチャ
- マリネーオ
- ミジルメーリ
- ヴェンティミーリア・ディ・シチーリア
- ヴィッラフラーティ